# Етјенвил
Етјенвил (фр. Etienville) насеље је и општина у северној Француској у региону Доња Нормандија, у департману Манш која припада префектури Шербур-Октевил.
По подацима из 2011. године у општини је живело 345 становника, а густина насељености је износила 46,88 становника/km². Општина се простире на површини од 7,36 km². Налази се на средњој надморској висини од 15 метара.

## Демографија
| 1962. | 1968. | 1975. | 1982. | 1990. | 2011. |
| ----- | ----- | ----- | ----- | ----- | ----- |
| 907   | 277   | 303   | 365   | 392   | 345   |

График промене броја становника у току последњих година